# Forcipomyia luzona
Forcipomyia luzona är en tvåvingeart som först beskrevs av Yu och Wirth 1997.  Forcipomyia luzona ingår i släktet Forcipomyia och familjen svidknott.
Artens utbredningsområde är Filippinerna. Inga underarter finns listade i Catalogue of Life.